# Каримова, Хабиба
Хабиба Каримова (5 сентября 1923 года, Канибадам, ТаджССР — 8 октября 2015 года, Канибадам, Таджикистан) — советская и таджикская учительница, Герой Социалистического Труда (1978).

## Биография
Родилась 5 сентября 1923 года.

После окончания в 1937 году Канибадамского педагогического училища и до 1942 года она работала учителем начальных классов в средней общеобразовательной школе имени В. Чапаева.

В 1942 году была удостоена звания «Отличник народного образования Таджикской ССР».

С 1942 по 1949 годы была завучем, а затем с 1949 до 1985 годы — директором школы имени Чапаева в Канибадаме.

В 1959 году окончила Душанбинский пединститут.

В разные годы избиралась делегатом всесоюзного съезда учителей СССР и съездов учителей Таджикистана.

В 1978 году удостоена звания Герой Социалистического Труда.

Награждена также двумя орденами Ленина и различными медалями СССР.

Умерла 8 октября 2015 года в городе Канибадам.